# Yukta Mookhey
Yukta Mookhey (Mumbai, 7 de outubro de 1979) é uma atriz, modelo e rainha da beleza da Índia, vencedora do concurso Miss Mundo 1999. 
Ela foi a quarta indiana a vencer este concurso, tendo como antecessoras Reita Faria em 1966, Aishwarya Rai em 1994 e Diana Hayden em 1997. 

## Biografia

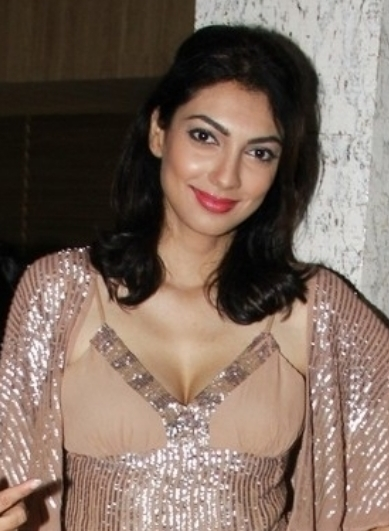
Yukta alguns anos após ter sido Miss Mundo

Yukta nasceu numa família de origem sindi. Seu pai é Inderlal Mookhey, que foi Diretor de Negócios da empresa Ragz Clothing Company e depois trabalhou como Agente Real do Estado. Sua mãe, Aruna, mantém uma empresa chamada Swiss Chalet, onde ministra cursos de etiqueta e comportamento. Tem um irmão, Kanwal. Por muitos anos ela estudou em Dubai, enquanto seu pai trabalhava naquele país. Em 1986 a família voltou para a Índia, onde ela terminou o Ensino Médio, tendo depois se formado em Zoologia na V.G. Vaze College. Também estudou Belas Artes, Informática e Música Clássica Hindu.   
É divorciada e tem um filho. 
O site especializado Celebrity Net Worth estima que ela tenha uma fortuna de 10 milhões de dólares. 

## Participação em concursos de beleza

### Miss Índia
Em 1999, Yukta ficou em segundo lugar no Femina Miss Índia, o que lhe deu a chance de participar do Miss Mundo 1999, realizado em Londres. 

### Miss Mundo
No dia 04 de dezembro de 1999, ela derrotou outras 93 participantes e ficou com a coroa de Miss Mundo 1999, se tornando a quarta mulher de seu país a vencer este concurso. Durante o concurso, Yukta também recebeu a faixa de Rainha da Ásia e Oceania. 

## Vida pós-concursos
Após terminar seu reinado, Yukta trabalhou como modelo e tentou a carreira como atriz em Bollywood. 
Foi casada com o Prince Tulli, de quem se divorciou devido à violência doméstica, que ela mesma denunciou. O casal teve um filho, Ahhrein Tulli, nascido em 2010.  
Até hoje é notícia em seu país por diversas causas. Em 2018, por exemplo, ela se envolveu nas críticas a uma construtora que havia derrubado diversas árvores para fazer uma obra.  
Ela também, eventualmente, dá palestras sobre estilo de vida. 

### Carreira como atriz
Yukta fez alguns filmes em Bollywood, no entanto, segundo o India Times em 2008 "ela não conseguiu se estabelecer como atriz".   

#### Filmografia
- Pyaasa (2002)
- Katputtli
- Love In Japan
- Memsahab - Lost In A Mirage